# Sofía Vergara
Sofía Margarita Vergara Vergara (Barranquilla, 10 de julio de 1972) es una actriz, modelo, empresaria, presentadora y productora de televisión colombiana, ganadora de cuatro Premios SAG (Sindicato de Actores), nominada al Globo de Oro, a los Emmy y otras siete veces a los SAG. Además ganó otros seis premios y fue nominada otras quince veces.
Comenzó a hacerse conocida a finales de los años 1990, como copresentadora de dos programas de la cadena de televisión estadounidense para el público hispano Univision. Su primer trabajo actoral notable en inglés fue en la película Chasing Papi (2003), apareció en Four Brothers (2005), Meet the Browns (2008) y Madea Goes to Jail (2009). En 2009, empezó a interpretar a Gloria Delgado-Pritchett en la serie televisiva Modern Family y gracias a este rol ha sido considerada una de las mejores actrices cómicas de la televisión estadounidense. Por este papel fue ganadora de cuatro premios SAG (Sindicato de Actores), nominada a cuatro premios Globo de Oro, a cuatro Premios Primetime Emmy y a otros siete premios del Sindicato de Actores.
También actuó en New Year’s Eve (2011), The Three Stooges (2012), Machete Kills (2013), Fading Gigolo (2013), Chef (2014) y Hot Pursuit (2015). Ha hecho doblajes en películas animadas como Happy Feet Two (2011), The Emoji Movie (2017) y Despicable Me 4 (2024).
En el 2014, la revista Forbes dio a conocer la lista de las cien mujeres más poderosas del mundo y ubicó a Vergara en el puesto treinta y dos. Desde 2013 hasta 2020, fue una de las actrices mejor pagadas del mundo.

## Biografía

### Primeros años
Sofía Vergara nació el 10 de julio de 1972 en Barranquilla, Colombia. Es hija de Julio Enrique Vergara Robayo y Margarita Vergara Dávila de una familia ganadera asentada en la costa colombiana, rama de la aristocrática familia Vergara de Bogotá,[cita requerida] su apodo familiar es la "Toti", como la llamaban sus cinco hermanos y muchos primos.Durante tres años estudió odontología en la Universidad Nacional de Colombia, pero abandonó antes de graduarse para seguir oportunidades en el modelaje y el mundo del espectáculo. En 1998, su hermano mayor, Rafael, fue asesinado durante un intento de secuestro en Colombia. Para evitar quedar atrapada en la violencia del país, emigró a Miami, Florida. Su prima y hermana adoptiva, Sandra Vergara, también es actriz en EE. UU.

## Carrera

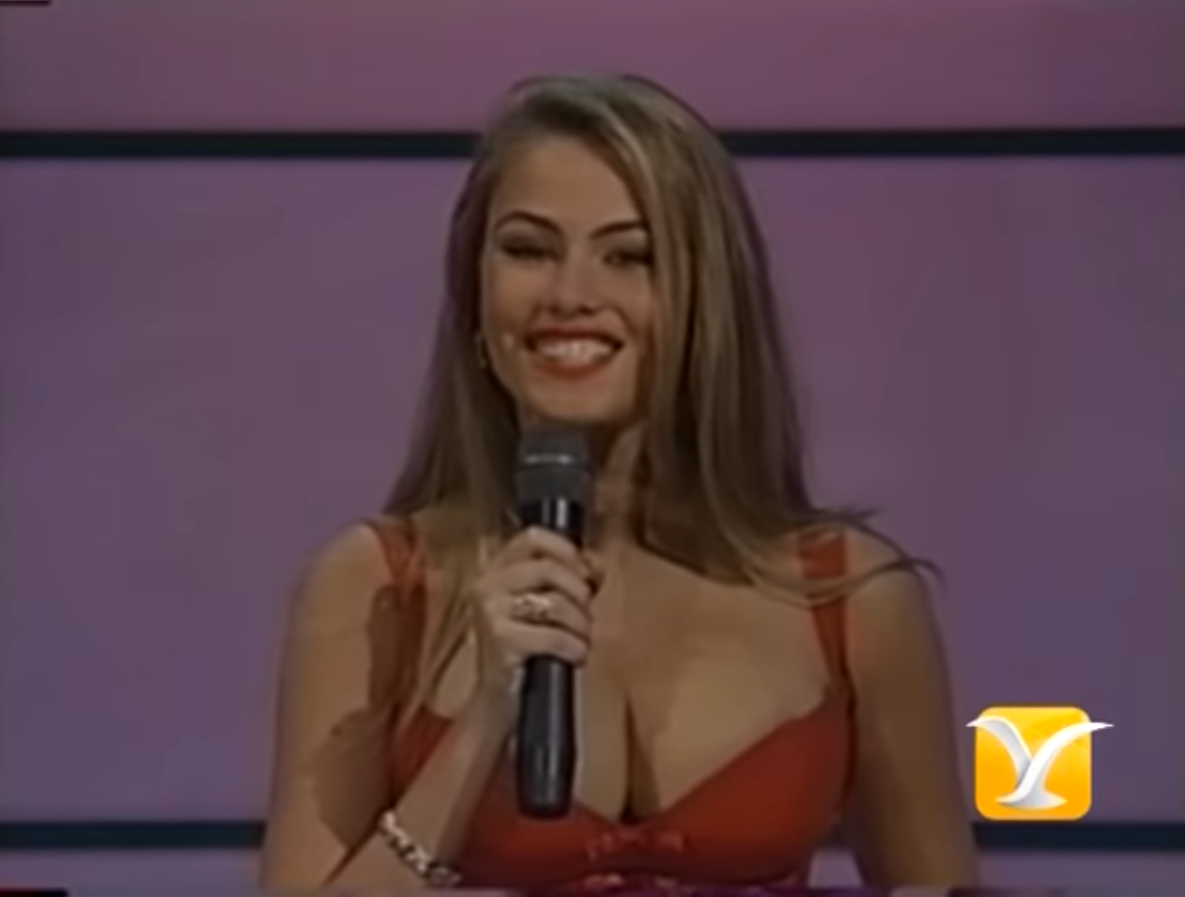
Vergara (Festival Viña del Mar, 1995)

El estrellato internacional comenzó en 1995, cuando siendo una de las presentadoras del Festival Internacional de la Canción de Viña del Mar (Chile) fue relacionada sentimentalmente con el cantante Luis Miguel y su nombre resonó en todos los medios de comunicación hispanoamericanos. Posteriormente se mudó a Miami y firmó un contrato de exclusividad con la cadena hispana Univision. Al estar con esta cadena, presentó los programas Fuera de serie y A que no te atreves. También presentó el programa La bomba para una estación local de Nueva York y además fue invitada por el productor José Alberto Castro para participar como actriz en la recordada telenovela Acapulco, cuerpo y alma de la cadena mexicana Televisa, junto al también colombiano Marcelo Cezán. Años más tarde regresó a Televisa para participar en la telenovela Fuego en la sangre, al lado de Adela Noriega y Eduardo Yáñez.
Fue descubierta por el cazatalentos Mario Mitrotti en una playa del Caribe colombiano y contratada como modelo de un comercial de Pepsi que tuvo mucho éxito en su país natal y la lanzó en el mercado local como modelo publicitaria y de pasarela. Se convirtió así en una de las modelos más solicitadas de Colombia. Luego estudió actuación en la escuela Creative Workshops de Miami, donde también estudió Gloria Estefan.
Vergara no recibió muchas ofertas de trabajo cuando comenzó a actuar en Los Ángeles. En las audiciones no sabían dónde ponerla debido a que no era morena, algo que no iba con la imagen de la chica hispana estereotípica. «Fue ignorancia: ellos pensaban que cada persona latina debe verse como Salma Hayek. En cuanto me teñí el cabello oscuro dijeron: “Oh, ella es la chica latina caliente...!”».
Su ingreso en el mercado angloparlante comenzó con su participación como presentadora en los American Comedy Awards para la cadena Fox, donde conoció al director Barry Sonnenfeld, quien le ofreció el papel de Nina en la película Big Trouble de Disney. Ha protagonizado y participado en películas como Chasing Papi (junto al galán mexicano Eduardo Verástegui), Soul Plane, The 24th hour, Lords of Dogtown, Grilled (con Ray Romano), Pledge this (al lado de Paris Hilton) y Four Brothers. Su lanzamiento en la televisión estadounidense estaba previsto para septiembre de 2005, en la comedia del canal ABC Hot Properties.

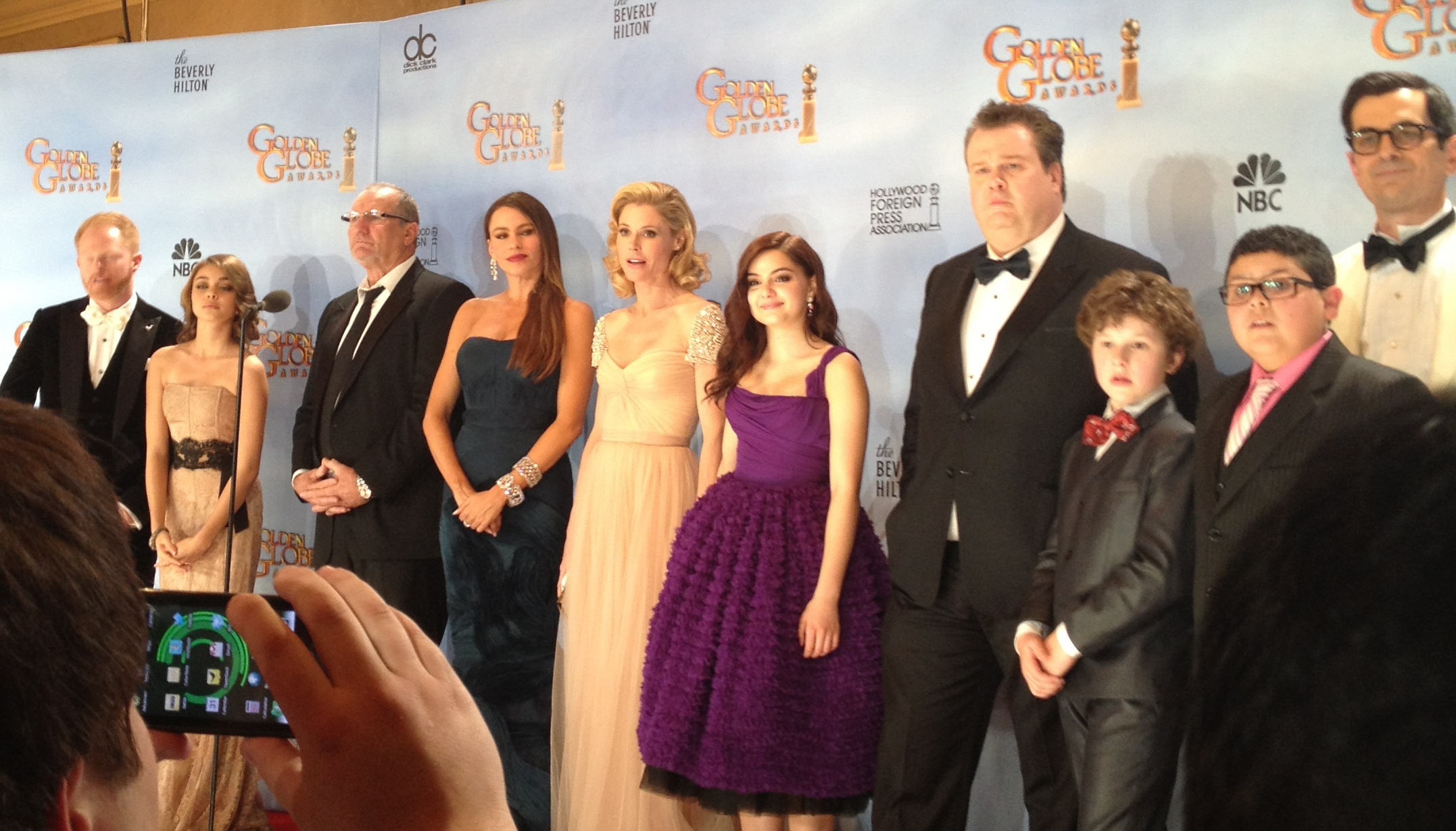
Sofía Vergara junto al resto del elenco de la serie Modern Family.

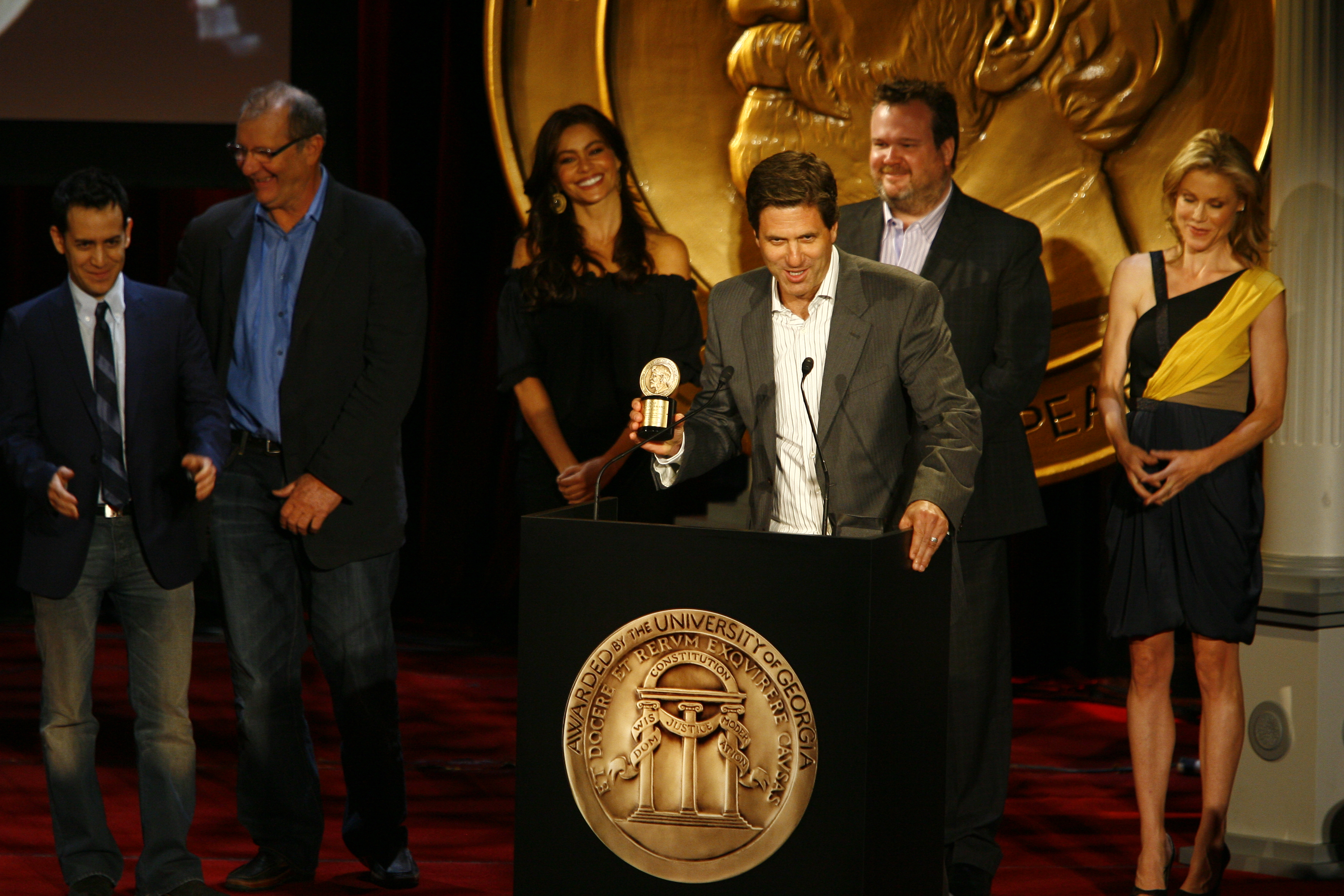
Jason Winer, Ed O'Neill, Sofía Vergara, Steven Levitan, Eric Stonestreet y Julie Bowen en el Almuerzo Anual N.º 69 de los Premios Peabody, Nueva York, EE. UU.

Formó parte del elenco de la serie de la cadena ABC The Knights of Prosperity, que permaneció nueve capítulos al aire en horario estelar, sin embargo la cadena decidió aplazar la trasmisión indefinidamente para dar lugar en su programación al programa American Idol.
Produjo la famosa serie estadounidense Desperate Housewives en versión hispanoamericana. 
Además de actriz, ha hecho campañas como modelo para Miller Light, McDonald's y Colgate, entre otras. También ha sido una de las hispanas que más calendarios ha vendido (y la colombiana que más calendarios ha vendido) y tiene su propia línea de ropa llamada Vergara by Sofía en Kmart. En 2009 fue contratada en Broadway para interpretar a Mamma Morton en el musical Chicago. Además, formó parte del elenco de la serie Modern Family, interpretando a una colombiana llamada Gloria.
Participó en la edición número 62 de los premios Emmy, que se efectuó en el Teatro Nokia de Los Ángeles. Vergara perdió ante Jane Lynch de Glee, en la categoría de mejor actriz secundaria de comedia.

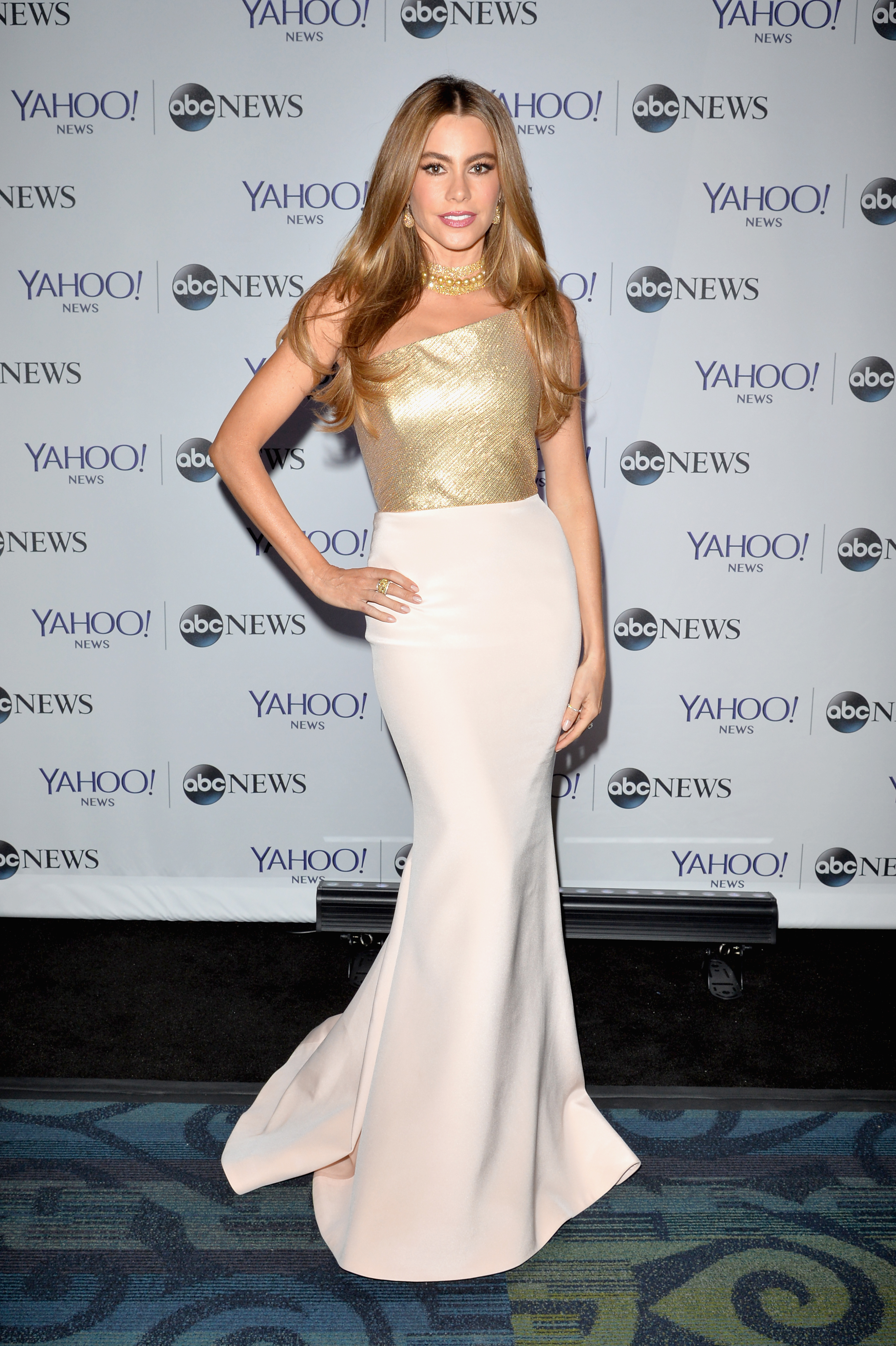
Vergara en el Evento previo de Yahoo News/ABCNews a la Cena de Corresponsales de la Casa Blanca, Washington D.C

En 2011 fue parte del elenco de Los pitufos, la película que fue rodada en 3D y que salió el 13 de agosto de 2011. En New Year's Eve formará parte del elenco junto a otros grandes actores de Hollywood y también formó parte del elenco (como voz) en Happy Feet Two, que también tiene en formato 3D.
Desde 2009 hasta 2020 protagonizó como Gloria Pritchett la serie Modern Family, que se transmite por la cadena televisiva estadounidense ABC. Este papel le ha traído muchos éxitos, como cinco nominaciones a los Emmy, cinco nominaciones a los Golden Globe, nueve a los Screen Actors Guild y una a los Premios Satellite. También logró dos nominaciones a los Kids' Choice Awards y una como mejor actriz de película/serie por The Smurfs. Igualmente, participó, junto al director de cine Robert Rodriguez, en la producción de Machete Kills, secuela de Machete.
Tras vivir casi veinte años en el país norteamericano, recibió la ciudadanía en el 2014.

### Estrella en el Paseo de la Fama
En junio del 2014, el comité del paseo de la fama de Hollywood anunció que Vergara recibiría una estrella en el importante corredor. Además, obtuvo su reconocimiento en el 2015, convirtiéndose en la segunda personalidad nacida en Colombia en poseer esta condecoración, ya que la cantante Shakira, también de Barranquilla como Vergara, lo obtuvo en el 2011. Tiene su placa en la categoría televisión, junto a grandes actores como James L. Brooks, Ken Ehrlich, Bobby Flay, Seth MacFarlane, Julianna Margulies, Chris O'Donnell, Jim Parsons, Amy Poehler y Kelly Ripa. Su estrella la obtuvo el 7 de mayo de 2015 en la dirección 7013 del Hollywood Boulevard, frente a la tienda de almacenes Marshall's.

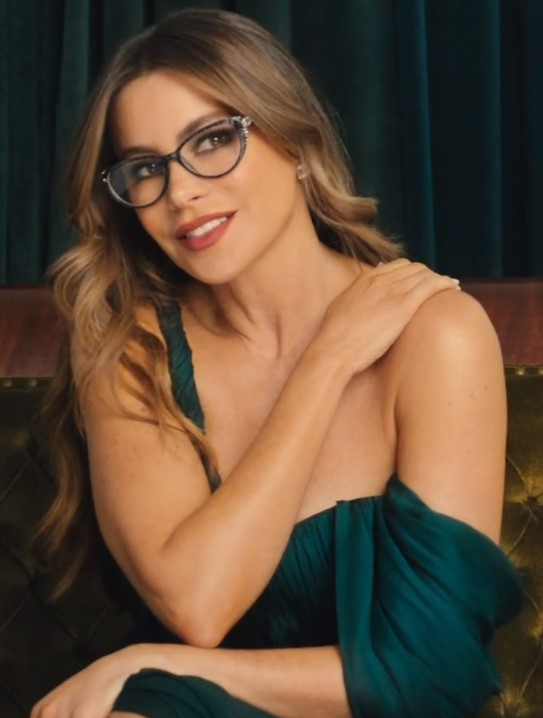
Sofía Vergara con Foster Grant. 2020

Desde 2020, es jurado en el programa de talentos America's Got Talent.

### Emprendimientos
También es reconocida como empresaria y embajadora de marcas. Diseña su propia línea de moda para Kmart y firmó contratos con Pepsi, CoverGirl y State Farm en 2011 y 2012. En 2014 lanzó su primera fragancia, Sofia by Sofia Vergara, y desde entonces ha lanzado cuatro más. En 2013 lanzó una línea de muebles con la empresa Rooms To Go llamada Sofía Vergara Furniture Collection y el año siguiento es embajadora de Head & Shoulders. También tiene su propia línea de joyas en Walmart. Finalmente, en 2023, lanzó su marca de belleza llamado Toty, nombrada en honor a su apodo de familia.

## Vida personal

### Familia
Vergara es miembro de la élite caribeña colombiana, ya que su apellido pertenece a una rama de la familia Vergara de Santafé de Bogotá, radicada en Barranquilla.[cita requerida] Sus padres son Julio Enrique Vergara Robayo y Margarita Sofia Vergara Dávila. 
Sus hermanos son Verónica, Julio, Rafael y Sandra Vergara. Vergara se ganó el apodo cariñoso de Toti, y su tío, el médico farmacéutico Hernando Vergara se inspiró en su sobrina para nombrar su jarabe para hidratar la garganta con extracto de marañón, "Totyñón".
Su madre era sobrina bisnieta paterna del escritor Saturnino Antonio Vergara Moure, ya que su tatarabuelo era el padre de Saturnino (Máximo Vergara Nates). Saturnino, a su vez era nieto de Cristóbal de Vergara Azcárate, gobernador de Cundinamarca en tiempos de Simón Bolívar, y ministro de Hacienda suyo en 1825; sobrino nieto de los hermanos Francisco Xavier y Felipe de Vergara; y bisnieto del influyente abogado neogranadino Francisco Vergara Azcárate y Vela Patiño. Este linaje tiene numerosos miembros, y se extiende hasta inicios de la colonia.
Además, es prima segunda de la actriz Paulina Dávila y tía de Claudia Vergara.

#### Su parentesco con los López

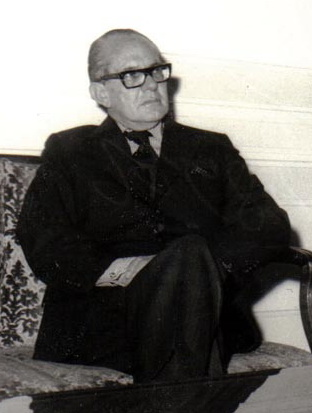
El expresidente Alfonso López Michelsen era nieto de Rosario Pumarejo, sobrina de la tatarabuela materna de Vergara.

Por el lado materno, su madre era sobrina del empresario y banquero Hernando Dávila Barreneche. Su bisabuela era Rosa Andrea Pumarejo Quirós, tía de Rosario Pumarejo, quien estaba casada con el banquero y empresario bogotano Pedro Aquilino López Medina. López era el padre de Alfonso López Pumarejo, y éste a su vez de Alfonso López Michelsen. 
La tatarabuela de Vergara era la madre del político liberal José Domingo Dávila Pumarejo, lo que la convierte en sobrina bisnieta de Dávila y como consecuencia, sobrina nieta segunda del empresario Alfonso Dávila Ortiz. De la misma línea familiar desciende el exministro laureanista Rafael Delgado Barreneche, quien era sobrino de José Domingo Dávila, lo que lo convierte en tío segundo de Vergara.

#### Matrimonios y descendencia
Vergara se casó a la edad de dieciocho años con su novio de la escuela secundaria, José Luis "Joe" González-Ripoll. Tuvieron un hijo llamado Manolo González-Ripoll Vergara, que nació en septiembre de 1992. Se divorciaron en 1993, un año después de su matrimonio, y Vergara conservó la custodia de su hijo.
Vergara y su novio Nick Loeb se comprometieron en el 2012 después de salir durante dos años. El 24 de mayo del 2014, Vergara anunció que se había cancelado el compromiso.
Vergara y la estrella de True Blood, Joe Manganiello, se comprometieron en la víspera de Navidad del 2014 después de salir durante seis meses. Se casaron en Palm Beach, Florida, el 21 de noviembre del 2015. El 17 de julio del 2023, Vergara y Manganiello anunciaron a Page Six que se habían separado y planeaban divorciarse después de siete años de matrimonio. El detonante de su divorcio fue que Mangianello habría deseado tener un hijo con Vergara, por lo que esta última (que tiene sus óvulos congelados) se negó a darlo, ocasionando diferencias irreconciliables.

### Semblante
Vergara tiene cabello naturalmente rubio. Tan pronto se tiñó el cabello de un color oscuro, la reconocieron como estereotípicamente hispana y le ofrecieron papeles de hispanas.
Vergara fue diagnosticada con cáncer de tiroides en el 2000 a la edad de 28 años. Le extirparon la tiroides, se sometió a terapia con yodo radiactivo y se recuperó por completo. Toma medicación para controlar los síntomas del hipotiroidismo. Durante su aparición en diciembre de 2014 en Jimmy Kimmel Live!, Vergara habló sobre cómo se había convertido en ciudadana de los Estados Unidos y contó que había obtenido una puntuación perfecta en su prueba de ciudadanía.
Del 2015 al 2017, Vergara estuvo involucrada en una disputa legal sobre el futuro de dos embriones fertilizados producidos por fertilización in vitro mientras aún estaba en una relación con Loeb; los embriones se mantuvieron en criopreservación en una clínica médica en California. Luego de la separación de la pareja en el 2014, Loeb presentó una demanda por la custodia de los embriones en un tribunal de California, pero luego desestimó la demanda cuando el tribunal exigió que Loeb identificara a dos mujeres que habían abortado después de haberlas embarazado.
En diciembre de 2016, se inició una demanda por el derecho a la vida contra Vergara en Luisiana con los embriones de Vergara como demandantes. Los embriones fueron nombrados "Emma" e "Isabella" en la demanda, y su "fideicomisario" figuraba como James Charbonnet, un residente de Nueva Orleans sin relación con Vergara. La intención de la demanda era dar a los embriones la oportunidad de seguir desarrollándose utilizando una portadora sustituta, por lo tanto, de nacer y beneficiarse de un fideicomiso de herencia que se había creado para ellos y que es administrado por Charbonnet. Loeb había escrito "Mantenerlos congelados para siempre es equivalente a matarlos", en un artículo de opinión del 2015 en The New York Times.
La demanda también intentaba terminar con la patria potestad de Vergara porque al mantenerlos en criopreservación en una clínica médica supuestamente abandonó y descuidó los embriones. El caso legal fue novedoso y se aprovechó de las leyes embrionarias de Luisiana; el Estado aprobó una ley en 1986 que declara que los embriones son "personas jurídicas", otorgando a los embriones el derecho de demandar o ser demandados. En agosto del 2017, un juez de Luisiana desestimó el caso alegando que el tribunal no tenía jurisdicción sobre los embriones, que fueron concebidos en California.

## Filmografía

### Cine
| Cine | Cine                            | Cine                        | Cine                              |
| Año  | Título                          | Papel                       | Notas                             |
| ---- | ------------------------------- | --------------------------- | --------------------------------- |
| 2002 | Collateral Damage               | Airplane Hijacker           | Escenas eliminadas                |
| 2002 | Big Trouble                     | Nina                        |                                   |
| 2003 | Chasing Papi                    | Cici                        |                                   |
| 2004 | The 24th Day                    | Isabella                    |                                   |
| 2004 | Soul Plane                      | Blanca                      |                                   |
| 2005 | Lords of Dogtown                | Amelia                      |                                   |
| 2005 | Four Brothers                   | Sofi                        |                                   |
| 2006 | Grilled                         | Loridonna                   |                                   |
| 2006 | National Lampoon's Pledge This! | Ella misma                  |                                   |
| 2008 | Tyler Perry's Meet the Browns   | Cheryl Barranquilla         |                                   |
| 2009 | Madea Goes to Jail              | T.T.                        |                                   |
| 2011 | The Smurfs                      | Odile Anjelou               |                                   |
| 2011 | Puss in Boots                   | Señora Loca / Kitten #1 y 4 | Voz; sin acreditar                |
| 2011 | New Year's Eve                  | Ava Cordero                 |                                   |
| 2011 | Happy Feet Two                  | Carmen                      | Voz                               |
| 2012 | The Three Stooges               | Lydia Harter                |                                   |
| 2013 | Escape from the World           | Gabby Babblebrook           |                                   |
| 2013 | Fading Gigolo                   | Selima                      |                                   |
| 2013 | Machete Kills                   | Madame Desdemona            |                                   |
| 2014 | Chef                            | Inez de los Puentes         |                                   |
| 2015 | Wild Card                       | D.D.                        |                                   |
| 2015 | Hot Pursuit                     | Daniella Riva               | También productora ejecutiva      |
| 2017 | The Female Brain                | Lisa                        |                                   |
| 2017 | The Emoji Movie                 | Bailarina de flamenco       | Voz                               |
| 2018 | Bent                            | Rebecca                     |                                   |
| 2018 | The Con Is On                   | Vivienne                    |                                   |
| 2019 | Bottom of the 9th               | Angela Ramirez              |                                   |
| 2021 | Koati                           | Zaina                       | Voz; también productora ejecutiva |
| 2023 | Strays                          | Dolores the Couch           | Voz                               |
| 2024 | Despicable Me 4                 | Valentina                   |                                   |

### Televisión
| Televisión    | Televisión                | Televisión                                | Televisión                                          |
| Año           | Título                    | Papel                                     | Notas                                               |
| ------------- | ------------------------- | ----------------------------------------- | --------------------------------------------------- |
| 1991          | Muchachitas               | Ella Misma                                | Telenovela mexicana                                 |
| 1994          | Persiana Americana        | Ella misma                                | Presentadora                                        |
| 1995          | Acapulco, cuerpo y alma   | Irasema                                   | Telenovela mexicana                                 |
| 1995-1998     | Fuera de Serie            | Ella misma                                | Co-anfitrióna                                       |
| 1999          | A que no te atreves       | Ella misma                                | Co-anfitrióna                                       |
| 1999          | Baywatch                  | Ella misma                                | 1 episodio                                          |
| 2001          | Ecomoda                   | Cameo                                     |                                                     |
| 2002          | My Wife and Kids          | Selma                                     | 1 episodio                                          |
| 2002-2003     | ¡Vivan los niños!         | María Clara                               | Participación especial                              |
| 2004          | Eve                       | April Pérez                               | 1 episodio                                          |
| 2004          | Rodney                    | Carmen                                    | 1 episodio                                          |
| 2005          | Hot Properties            | Lola Hernández                            | Reparto principal                                   |
| 2005          | Punk'd                    | Ella misma                                | 1 episodio                                          |
| 2007 y 2010   | Entourage                 | Jungle Girl                               | 1 episodio                                          |
| 2007 y 2010   | Amas de casa desesperadas | Alicia Oviedo                             | Reparto principal                                   |
| 2007 y 2010   | The Knights of Prosperity | Esperanza Villalobos                      | Reparto principal                                   |
| 2007 y 2010   | Dirty Sexy Money          | Sofía Montoya                             | 4 episodios                                         |
| 2008          | Fuego en la sangre        | Leonora Castañeda                         | Actuación especial                                  |
| 2008          | Men in Trees              | Pilar Romero                              | 2 episodios                                         |
| 2009          | Dancing with the Stars    | Ella misma                                | Artista invitada                                    |
| 2009-2020     | Modern Family             | Gloria Delgado-Prichett                   | Rol principal                                       |
| 2010          | The Ellen DeGeneres Show  | Ella misma                                | Artista invitada                                    |
| 2011          | Plaza Sésamo              | Profesora de baile y español - Ella misma | Temporada 39                                        |
| 2012          | Saturday Night Live       | Ella misma                                | Episodio 18, temporada 37                           |
| 2012          | El Show de Cleveland      | Ella misma                                | 1 episodio.                                         |
| 2013          | Padre de familia          | Mujer que vende flores                    | 1 episodio (The Giggity Wife)                       |
| 2013          | Comercial de Ace          | Ella misma                                | Aparición especial, comercial colombiano/venezolano |
| 2013-presente | Raising Mom               | Ella misma                                | Serie autobiográfica                                |
| 2015          | El calor del hogar        | Sandra Zepeda                             | Serie                                               |
| 2015          | Los Simpsons              | Señorita Berrera / Carol Barrera          | Serie de televisión animada (Voz) - 1 episodio      |
| 2020          | America's Got Talent      | Ella misma - Jurado                       | Temporada 15                                        |
| 2024          | Griselda                  | Griselda Blanco                           | Rol principal, miniserie de TV Netflix              |

## Premios y nominaciones

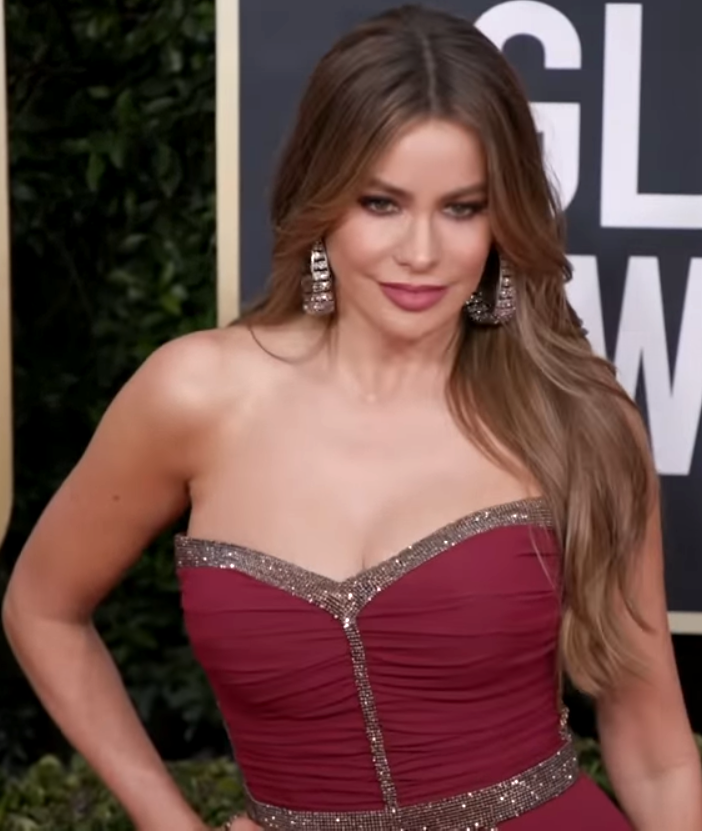
Vergara en la 77.ª edición de los premios Globo de Oro, en enero de 2020.

Premios del Sindicato de Actores
| Año  | Categoría                             | Serie         | Resultado |
| ---- | ------------------------------------- | ------------- | --------- |
| 2009 | Mejor reparto de televisión - Comedia | Modern Family | Nominada  |
| 2010 | Mejor actriz de televisión - Comedia  | Modern Family | Nominada  |
| 2010 | Mejor reparto de televisión - Comedia | Modern Family | Ganadora  |
| 2011 | Mejor actriz de televisión - Comedia  | Modern Family | Nominada  |
| 2011 | Mejor reparto de televisión - Comedia | Modern Family | Ganadora  |
| 2012 | Mejor actriz de televisión - Comedia  | Modern Family | Nominada  |
| 2012 | Mejor reparto de televisión - Comedia | Modern Family | Ganadora  |
| 2013 | Mejor reparto de televisión - Comedia | Modern Family | Ganadora  |
| 2014 | Mejor reparto de televisión - Comedia | Modern Family | Nominada  |
| 2015 | Mejor reparto de televisión - Comedia | Modern Family | Nominada  |
| 2016 | Mejor reparto de televisión - Comedia | Modern Family | Nominada  |

Premios Emmy
| Año  | Categoría                                   | Serie         | Resultado |
| ---- | ------------------------------------------- | ------------- | --------- |
| 2010 | Mejor actriz de reparto en serie de comedia | Modern Family | Nominada  |
| 2011 | Mejor actriz de reparto en serie de comedia | Modern Family | Nominada  |
| 2012 | Mejor actriz de reparto en serie de comedia | Modern Family | Nominada  |
| 2013 | Mejor actriz de reparto en serie de comedia | Modern Family | Nominada  |

Premios Globo de Oro
| Año  | Categoría                                    | Serie         | Resultado |
| ---- | -------------------------------------------- | ------------- | --------- |
| 2011 | Mejor actriz de reparto de serie o miniserie | Modern Family | Nominada  |
| 2012 | Mejor actriz de reparto de serie o miniserie | Modern Family | Nominada  |
| 2013 | Mejor actriz de reparto de serie o miniserie | Modern Family | Nominada  |
| 2014 | Mejor actriz de reparto de serie o miniserie | Modern Family | Nominada  |

Premios Satellite
| Año  | Categoría                                            | Película/Serie | Resultado |
| ---- | ---------------------------------------------------- | -------------- | --------- |
| 2011 | Mejor actriz de reparto serie, miniserie o telefilme | Modern Family  | Nominada  |

People's Choice Awards
| Año  | Categoría                        | Serie         | Resultado |
| ---- | -------------------------------- | ------------- | --------- |
| 2012 | Mejor actriz de comedia          | Modern Family | Nominada  |
| 2013 | Mejor actriz de comedia          | Modern Family | Nominada  |
| 2016 | Mejor actriz de comedia          | Modern Family | Nominada  |
| 2016 | Mejor actriz de película comedia | Hot Pursuit   | Nominada  |
| 2017 | Mejor actriz de comedia          | Modern Family | Ganadora  |

Teen Choice Awards
| Año  | Categoría                      | Película/Serie | Resultado |
| ---- | ------------------------------ | -------------- | --------- |
| 2011 | Mejor actriz de comedia        | Modern Family  | Nominada  |
| 2012 | Actriz que se roba la pantalla | Modern Family  | Ganadora  |

Kids' Choice Awards
| Año  | Categoría                            | Película/Serie | Resultado |
| ---- | ------------------------------------ | -------------- | --------- |
| 2012 | Mejor actriz de película             | The Smurfs     | Nominada  |
| 2014 | Estrella cómica favorita             | Modern Family  | Nominada  |
| 2016 | Actriz favorita de programa familiar | Modern Family  | Ganadora  |

Premios Tu Mundo
| Año  | Categoría                      | Video             | Resultado |
| ---- | ------------------------------ | ----------------- | --------- |
| 2013 | Actriz Que Se Roba La Pantalla |                   | Nominada  |
| 2013 | Video viral favorito           | Dieta secreta     | Nominada  |
| 2016 | Video viral favorito           | Dieta más secreta | Ganadora  |

ALMA Awards
| Año  | Categoría                | Película/Serie    | Resultado |
| ---- | ------------------------ | ----------------- | --------- |
| 2009 | Mejor actriz de película | Made Goes to Jail | Nominada  |
| 2011 | Mejor actriz de TV       | Modern Family     | Nominada  |
| 2012 | Mejor actriz de TV       | Modern Family     | Nominada  |
| 2012 | Mejor actriz de película | The Three Stooges | Nominada  |

Image Awards
| Año  | Categoría                                       | Serie         | Resultado |
| ---- | ----------------------------------------------- | ------------- | --------- |
| 2011 | Mejor actriz de reparto en una Serie de Comedia | Modern Family | Ganadora  |
| 2012 | Mejor actriz de reparto en una Serie de Comedia | Modern Family | Nominada  |
| 2014 | Mejor actriz de reparto en una Serie de Comedia | Modern Family | Ganadora  |

Premios TVyNovelas (Colombia)
| Año  | Categoría                                       | Serie         | Resultado |
| ---- | ----------------------------------------------- | ------------- | --------- |
| 2016 | Mejor actriz de reparto en una Serie de Comedia | Modern Family | Nominada  |

Premios India Catalina
| Año  | Categoría                                       | Serie         | Resultado |
| ---- | ----------------------------------------------- | ------------- | --------- |
| 2016 | Mejor actriz de reparto en una Serie de Comedia | Modern Family | Nominada  |